# نوروود (لوئیزیانا)
نوروود (به انگلیسی: Norwood) شهری در ایالت لوئیزیانا کشور ایالات متحده آمریکا است که جمعیت آن در سرشماری سال ۲۰۱۰ میلادی، ۳۲۲ نفر بوده‌است.